# Corticoris
Corticoris is een geslacht van wantsen uit de familie van de Miridae (blindwantsen). Het geslacht werd voor het eerst wetenschappelijk beschreven door Waldo Lee McAtee en John Russell Malloch in 1922.

## Soorten
Het genus bevat de volgende soorten:

- Corticoris infuscatus Henry & Herring, 1979
- Corticoris libertus (E. Gibson, 1917)
- Corticoris mexicanus Henry & Herring, 1979
- Corticoris pallidus T. Henry, 1984
- Corticoris pintoi T. Henry, 1984
- Corticoris pubescens T. Henry, 1984
- Corticoris pulchellus (Heidemann, 1908)
- Corticoris signatus (Heidemann, 1908)
- Corticoris unicolor (Heidemann, 1908)